# مالاوی در المپیک تابستانی ۲۰۲۴
کاروان المپیکی مالاوی، یکی از کاروان‌های شرکت‌کننده در بازی‌های المپیک تابستانی ۲۰۲۴ بود. این دوره از بازی‌ها از ۲۶ ژوئیه تا ۱۱ اوت ۲۰۲۴ (۵ تا ۲۱ امرداد ۱۴۰۳ خورشیدی) به میزبانی پاریس، پایتخت فرانسه برگزار شد. نخستین حضور مستقل مالاوی در المپیک مربوط به المپیک ۱۹۷۲ است. این کاروان سپس در دو دوره ۱۹۷۶ مونترال (در پی تحریم کشورهای آفریقایی) و ۱۹۸۰ مسکو (در پی حمایت از ایالات متحده در تحریم شوروی) حاضر نبود.

## شرکت‌کنندگان
فهرست زیر به ورزشکاران این کاروان اشاره دارد.
| ورزش        | مردان | زنان | مجموع |
| ----------- | ----- | ---- | ----- |
| دو و میدانی | ۰     | ۱    | ۱     |
| شنا         | ۱     | ۱    | ۲     |
| مجموع       | ۱     | ۲    | ۳     |